# Xenotrachea tsinlinga
Xenotrachea tsinlinga är en fjärilsart som beskrevs av Max Wilhelm Karl Draudt 1950. Xenotrachea tsinlinga ingår i släktet Xenotrachea och familjen nattflyn. Inga underarter finns listade i Catalogue of Life.